# Wohn- und Wirtschaftsgebäude Butendoor 21
Das Wohn- und Wirtschaftsgebäude Butendoor 21, an der Straße Vor den Höfen in der niedersächsischen Gemeinde Schwanewede, Ortsteil Meyenburg, stammt vom Ende des 17. Jahrhunderts. Aktuell (2025) wird es zum Wohnen genutzt.
Das Gebäude steht unter Denkmalschutz (siehe auch Liste der Baudenkmale in Schwanewede).

## Geschichte und Beschreibung
Meyenburg ist nach der Unterwerfung der Bauernrepublik Osterstade 1233 aus einer Sumpfburg entstanden. Meyenburg entwickelte sich aus der Vorburg der ehemaligen zerstörten Wasserburg.
Das eingeschossige, traufständige und zurückstehende Zweiständer-Hallenhaus in Fachwerk mit weiß geschlämmten Steinausfachungen und mit reetgedecktem Krüppelwalmdach und heute verglaster Grooter Door wurde 1682 (Inschrift) gebaut. Das obere Giebeldreieck ragt auf geformten Knaggen etwas vor. Einige Wände wurden durch massives Backsteinmauerwerk ersetzt.
Das Landesdenkmalamt befand u. a.: „… ein frühes, regionstypisches Hallenhaus in Zweiständerkonstruktion …“